# Boophis roseipalmatus
Espèce
Boophis roseipalmatus est une espèce d'amphibiens de la famille des Mantellidae.

## Répartition
Cette espèce est endémique de Madagascar. Elle a été découverte à 1 000 m d'altitude dans le parc national de la Montagne d'Ambre et se rencontre dans le nord de l'île.

## Publication originale
- Glaw, Köhler, De la Riva, Vieites & Vences, 2010 : Integrative taxonomy of Malagasy treefrogs: combination of molecular genetics, bioacoustics and comparative morphology reveals twelve additional species of Boophis. Zootaxa, no 2383, p. 1-82.